# Enrico Annoni
Enrico Annoni (né le 1er juillet 1966 à Giussano, dans la province de Monza et de la Brianza, en Lombardie) est un footballeur italien. Il a joué comme défenseur.

## Palmarès
- Championnat d'Écosse : 1998
- Coupe d'Italie : 1993